# 9483 Чаґас
9483 Чаґас (9483 Chagas) — астероїд головного поясу, відкритий 24 вересня 1960 року.
Тіссеранів параметр щодо Юпітера — 3,180.